# Sheriddin Boboev
Sheriddin Boboev là một cầu thủ bóng đá Tajikistan thi đấu cho FC Istiklol, và Đội tuyển bóng đá quốc gia Tajikistan.

## Sự nghiệp

### Câu lạc bộ
Vào tháng 2 năm 2017, Boboev gia nhập Barkchi theo dạng cho mượn trong mùa giải 2017.

### Quốc tế
Boboev có màn ra mắt cho Tajikistan ngày 10 tháng 10 năm 2017 trước Nepal.

## Thống kê sự nghiệp

### Câu lạc bộ
Tính đến trận đấu diễn ra ngày 8 tháng 9 năm 2020
| Câu lạc bộ          | Mùa giải            | Giải vô địch                             | Giải vô địch | Giải vô địch | Cúp Quốc gia | Cúp Quốc gia | Châu lục | Châu lục  | Khác    | Khác      | Tổng    | Tổng      |
| Câu lạc bộ          | Mùa giải            | Hạng đấu                                 | Số trận      | Bàn thắng    | Số trận      | Bàn thắng    | Số trận  | Bàn thắng | Số trận | Bàn thắng | Số trận | Bàn thắng |
| ------------------- | ------------------- | ---------------------------------------- | ------------ | ------------ | ------------ | ------------ | -------- | --------- | ------- | --------- | ------- | --------- |
| Istiklol            | 2016                | Giải bóng đá vô địch quốc gia Tajikistan | 5            | 2            | 3            | 2            | 0        | 0         | 0       | 0         | 8       | 4         |
| Istiklol            | 2017                | Giải bóng đá vô địch quốc gia Tajikistan | 0            | 0            | 0            | 0            | 0        | 0         | 0       | 0         | 0       | 0         |
| Istiklol            | 2018                | Giải bóng đá vô địch quốc gia Tajikistan | 20           | 12           | 4            | 4            | 4        | 0         | 1       | 0         | 29      | 16        |
| Istiklol            | 2019                | Giải bóng đá vô địch quốc gia Tajikistan | 21           | 16           | 6            | 4            | 5        | 1         | 0       | 0         | 32      | 21        |
| Istiklol            | 2020                | Giải bóng đá vô địch quốc gia Tajikistan | 17           | 10           | 1            | 2            | 3        | 0         | 1       | 0         | 22      | 12        |
| Istiklol            | Tổng                | Tổng                                     | 64           | 40           | 14           | 12           | 12       | 1         | 2       | 0         | 92      | 53        |
| Barkchi (mượn)      | 2017                | Giải bóng đá vô địch quốc gia Tajikistan | 21           | 5            | 4            | 2            | -        | -         | -       | -         | 25      | 7         |
| Tổng cộng sự nghiệp | Tổng cộng sự nghiệp | Tổng cộng sự nghiệp                      | 82           | 45           | 18           | 14           | 12       | 1         | 2       | 0         | 114     | 60        |

### Quốc tế
| Đội tuyển quốc gia Tajikistan | Đội tuyển quốc gia Tajikistan | Đội tuyển quốc gia Tajikistan |
| Năm                           | Số trận                       | Bàn thắng                     |
| ----------------------------- | ----------------------------- | ----------------------------- |
| 2017                          | 1                             | 0                             |
| 2018                          | 2                             | 0                             |
| 2019                          | 11                            | 1                             |
| 2020                          | 3                             | 0                             |
| 2021                          | 4                             | 1                             |
| Tổng                          | 21                            | 2                             |

Thống kê chính xác đến trận đấu diễn ra ngày 7 tháng 6 năm 2021

### Bàn thắng quốc tế
Bàn thắng và kết quả của Tajikistan được để trước.
| #  | Ngày                | Địa điểm                                   | Đối thủ | Bàn thắng | Kết quả | Giải đấu                 |
| -- | ------------------- | ------------------------------------------ | ------- | --------- | ------- | ------------------------ |
| 1. | 7 tháng 7 năm 2019  | The Arena, Ahmedabad, Ấn Độ                | Ấn Độ   | 2–2       | 4–2     | Giao hữu                 |
| 2. | 15 tháng 6 năm 2021 | Sân vận động Yanmar Nagai, Osaka, Nhật Bản | Myanmar | 3–0       | 4–0     | Vòng loại World Cup 2022 |

## Danh hiệu

### Câu lạc bộ
Istiklol
- Giải bóng đá vô địch quốc gia Tajikistan (1): 2017[5]
- Siêu cúp bóng đá Tajikistan (1): 2018[6]